# Kīvaj
Kīvaj (persiska: كُوا, كيوج, Gīvaj, كَوا) är en ort i Iran.   Den ligger i provinsen Östazarbaijan, i den nordvästra delen av landet, 500 km nordväst om huvudstaden Teheran. Kīvaj ligger 1 581 meter över havet och antalet invånare är 326.
Terrängen runt Kīvaj är huvudsakligen platt, men åt nordost är den kuperad. Kīvaj ligger nere i en dal.Runt Kīvaj är det ganska glesbefolkat, med 35 invånare per kvadratkilometer. Närmaste större samhälle är Zarnaq, 2,7 km norr om Kīvaj. Trakten runt Kīvaj består i huvudsak av gräsmarker.